# Giampiero Mazzi
Giampiero Mazzi (Frascati, 14 ottobre 1974) è un ex rugbista a 15 e allenatore di rugby a 15 italiano, tecnico del Rugby Roma, squadra nella quale trascorse l'intera carriera da giocatore nel ruolo di mediano di mischia.

## Biografia
Cresciuto nel Rugby Roma, nel quale entrò a 7 anni, Mazzi vinse con il club della Capitale il titolo di campione d'Italia Under-17 nel 1991 e Under-19 nel 1992 e 1993; passato in prima squadra, vinse la Coppa Italia nel 1998 e si aggiudicò lo scudetto nel 2000.
In Nazionale vanta 5 presenze (l'ultima nel 1999) sotto la gestione di Georges Coste; esordì nel 1998 a Huddersfield (Inghilterra) contro i Paesi Bassi in un torneo di qualificazione per la Coppa del Mondo di rugby 1999; convocato dal successivo C.T. Mascioletti per la fase finale della competizione, non fu tuttavia mai utilizzato.
L'ultimo incontro disputato in maglia azzurra è dell'agosto 1999, contro la Spagna, nel corso del quale tra l'altro segnò i suoi unici punti internazionali (una meta).
Divenuto capitano del Rugby Roma nel 2003, fu insignito nel 2008 del Premio CONI Roma come atleta cittadino distintosi in ambito internazionale; ritiratosi dall'attività al termine della stagione 2008-09, è divenuto tecnico della squadra Under-20 del Rugby Roma.

## Palmarès
- Campionati italiani: 1
Rugby Roma: 1999-2000
- Coppe Italia: 1
Rugby Roma: 1997-98